# Marcel Heller
Marcel Heller (ur. 12 lutego 1986 we Frechen) – niemiecki piłkarz występujący na pozycji napastnika. Obecnie jest zawodnikiem Eintrachtu Frankfurt.

## Kariera klubowa
Heller jest wychowankiem klubu 1. FC Quadrath-Ichendorf, w którym treningi rozpoczął w 1992 roku. W 2004 roku przeszedł do Bonner SC, a rok później do rezerw Alemannii Akwizgran. Latem 2006 trafił do Sportfreunde Siegen, grającego w Regionallidze Süd. Spędził tam pół roku, a w styczniu 2007 przeszedł do pierwszoligowego Eintrachtu Frankfurt. W Bundeslidze zadebiutował 27 stycznia 2007 w przegranym 1:3 meczu z FC Schalke 04. 14 kwietnia 2007 w wygranym 4:2 spotkaniu z Arminią Bielefeld Heller zdobył pierwszą bramkę w trakcie gry w Bundeslidze. W sezonie 2006/2007 zajął z klubem 14. miejsce w lidze, a w następnym dziewiąte. Na cały sezon 2008/2009 został wypożyczony do drugoligowego MSV Duisburg. Po jego zakończeniu powrócił do Eintrachtu.

## Kariera reprezentacyjna
Heller rozegrał 11 spotkań i zdobył 3 bramki w reprezentacji Niemiec U-21.